# Агата Бугарска
Агата (грчки: Άγάθη; умрла око 998.) је била супруга бугарског цара Самуила и мајка Гаврила Радомира.

## Биографија
Према каснијој допуни историје византијског хроничара с краја 11. века, Јована Скилице, Агата је била заробљеница из Ларисе, ћерка управника Драча, Јована Хризелија. Скилица је сматра мајком Гаврила Радомира, што значи да је вероватно Агата била супруга цара Самуила. Са друге стране, Скилица касније помиње да је и сам Гаврило Радомир узео прелепу заробљеницу по имену Ирина, из Ларисе, и одредио је за своју супругу. Постоје мишљења да је овакав помен жена последица забуне каснијих преписивача, а да права домовина Агате није Лариса, већ Драч. Такође се претпоставља да је она умрла око 998. године, када је њен отац предао Драч византијском цару Василију II. Двоје деце Агате и Самуила познати су по имену: Гаврило Радомир и Мирослава. Две ћерке непознатог имена помињу се 1018. године, док је забележено да је Самуило имао и копиле.